# ريكاردو باستا
ريكاردو باستا (بالإنجليزية: Ricardo Basta)‏ هو مصمم مجوهرات أمريكي من جنوب ولاية كاليفورنيا، ولد في بوينس آيرس، الأرجنتين.

## حياته ومهنته
ولد ريكاردو باستا وتربى في بوينس آيرس في الأرجنتين، عندما بلغ التاسعة عشر من العمر انتقل إلى الولايات المتحدة.
أقام ريكاردو في لوس آنجليس، كاليفورنيا وبدأ بالعمل عند خاله الذي كان يملك ويدير محلاً للمجوهرات.
بدأ عمله في المحل بالقيام بمهمة التنظيف ومسح الأرض المتسخة، بعدها بدأ بتعلم الحرفة وصناعة المجوهرات على أيدي مدربين أوروبيين.
بدأ باستا بالاشتهار لأجل ابتكاراته الهندسية. حيث قام بتصميم أقراط للأذن تحتوي على أحجار تتغير بالتناوب، هذه الأحجار تضمنت مجموعة من أحجار الياقوت الأزرق، الألماس، الياقوت، الجارنيت والتنزانيت تم وضعها على حاملات كروية تفصل كل حجر عن الآخر وتسهل بالتالي لأن تتمكن أقراط الأذن من الدوران بلولبية بطريقة يكون فيها كل حجر مستقلاً تماماً عن الآخر.
كما عرف ريكاردو باستا أيضاً عبر عمله في مجال البلاتين. حيث أنه بدأ بالعمل على هذا المعدن في منتصف الثمانينات من القرن العشرين في وقت كان فيه هذا المعدن لا يزال غير معروفاص أو متداولاً في صناعة المجوهرات.
و باستعمال طريقة التجربة والخطأ تمكن ريكاردو من اكتشاف أفضل طريقة تمكنه من التعامل مع هذا المعدن.
و نظراً لخبرته هذه فقد قام بكتابة مقالة صحفية البلاتين العالمية عن كيفية صياغة هذا المعدن في إنتاج قطع فنية من المجوهرات أو حتى في ترميم واستعادة القطع القديمة والتحف.

## المعارض
في عام 2007 م قام باستا بافتاح معرضه الأول في متحف كارنيجي للتاريخ الطبيعي في مدينة بيتسبيرغ، بنسلفانيا بعنوان «فخامة الحياة قطع فنية من الولايات المتحدة».
المعرض ضم مجموعة مبهرة من المجوهرات يتراوح عمرها من منتصف القرن التاسع عشر إلى المجوهرات الحديثة. وفي هذا المعرض كشف باستا النقاب عن قطعتين رائعتين من تصميمه وهما بروش فرس البحر وبروش قطعة الثلج من الألماس.

## عضويات احترافية
- American Gem Society
- American Gem Trade Association
- Manufacturing Jewelers & Suppliers of America
- Women's Jewelry Association
- The Jewelers 24 Karat Club of Southern California

## مؤلفاته
- Basta, Ricardo and Maerz, Jurgen J. "Casting Gold to Platinum", Platinum Guild International
- Basta, Ricardo "Restoration of Antique and Period Jewelry", Platinum Manufacturing Process, Platinum Day Symposium Vol. IX N2. Print.